# Mormonia innubenta
Mormonia innubenta là một loài bướm đêm trong họ Noctuidae.